# Giorgio Merlo
Giorgio Merlo (Cavour, 9 luglio 1960) è un politico italiano, sindaco di Pragelato dal 27 maggio 2019.

## Biografia
Si è laureato in Lettere Moderne all'Università di Torino. Sposato con Stefania. È giornalista professionista.

### Attività politica
È stato delegato provinciale giovanile di Torino per la Democrazia Cristiana e dirigente nazionale del dipartimento Cultura e formazione. Nel 1985 viene eletto consigliere comunale a Pinerolo; nel 1995 diventa consigliere provinciale e capogruppo del Partito Popolare Italiano.

#### Elezione a deputato
Diventa per la prima volta deputato nel 1996, essendo stato eletto nel collegio di Pinerolo col sistema maggioritario. Mantiene la medesima carica alle elezioni del 2001, venendo eletto nella lista dell'Ulivo. Nella XIV legislatura, è stato membro della Commissione Ambiente, territorio e Lavori Pubblici.
Siede alla Camera dei deputati anche durante la XV legislatura; è stato infatti eletto nella Circoscrizione Piemonte 1, nella lista dell'Ulivo, in area Margherita. È stato vicepresidente della Commissione Parlamentare per l'Indirizzo Generale e la Vigilanza dei Servizi Radiotelevisivi e membro della Commissione Trasporti, Poste e Telecomunicazioni.
È stato rieletto alla Camera nel 2008 (XVI legislatura) nelle liste del Partito Democratico e confermato vicepresidente della Commissione Parlamentare per l'Indirizzo Generale e la Vigilanza dei Servizi Radiotelevisivi.
Fondatore del Movimento politico e culturale "Rete Bianca".
Autore di molti libri di carattere politico e culturale. Tra gli altri ricordiamo: Settegiorni, una rivista anticonformista; Popolare nell'Ulivo; Tempo di Centro; Margherita oltre il partito; Cattolici e Margherita; Democratici e Cattolici; Pd, l'Utopia possibile; Il centro e il Pd; "Ricambio, bluff o qualità", "Renzi e la classe dirigente", "Caro Toro ti scrivo". "Cattolici senza Partito?"; "Sandro Fontana l'Anticonformista Popolare"; "I Granata"; "Politica, Competenza e Classe Dirigente"; "Il Centro dopo il populismo".
Collabora da anni con varie testate e riviste locali e nazionali per riaffermare la presenza politica e culturale dei cattolici democratici e del popolarismo di ispirazione cristiana.

#### Elezione a sindaco e attività successive
Il 26 maggio 2019 viene eletto sindaco di Pragelato. Assessore "Unione Montana Comuni Olimpici Via Lattea".
Il 4 dicembre 2021 al Teatro Brancaccio di Roma viene presentato noi Di Centro, il nuovo partito di Clemente Mastella di cui Merlo diventa Presidente.
È candidato alle elezioni politiche anticipate del 2022 con Azione - Italia Viva in quota proporzionale nel collegio Piemonte 1 - P01 ma non viene eletto.
Successivamente aderisce a Popolari in Rete di Giuseppe De Mita.
Il 19 luglio 2023 viene costituita l’associazione Base Popolare; tra i fondatori oltre a Merlo ci sono Giuseppe De Mita, Gaetano Qualgliariello, Marco Follini, Mario Mauro, Angelo Sanza e Lorenzo Dellai.